# Jadwiga Jędrzejowska
Jadwiga Zofia Jędrzejowska, po mężu Gollert (ur. 15 października 1912 w Krakowie, zm. 28 lutego 1980 w Katowicach) – polska tenisistka, finalistka Wimbledonu w grze pojedynczej z 1937, finalistka mistrzostw USA w grze pojedynczej z 1937 roku, finalistka mistrzostw Francji w grze pojedynczej z 1939, zwyciężczyni mistrzostw Francji w grze podwójnej z 1939, wielokrotna mistrzyni Polski (23 tytuły w singlu, 14 tytułów w deblu, 25 tytułów w mikście), halowa mistrzyni Polski (5 tytułów w singlu) oraz międzynarodowa mistrzyni Polski (9 tytuły w singlu, 7 tytułów w deblu, 10 tytułów w mikście). 

## Życiorys

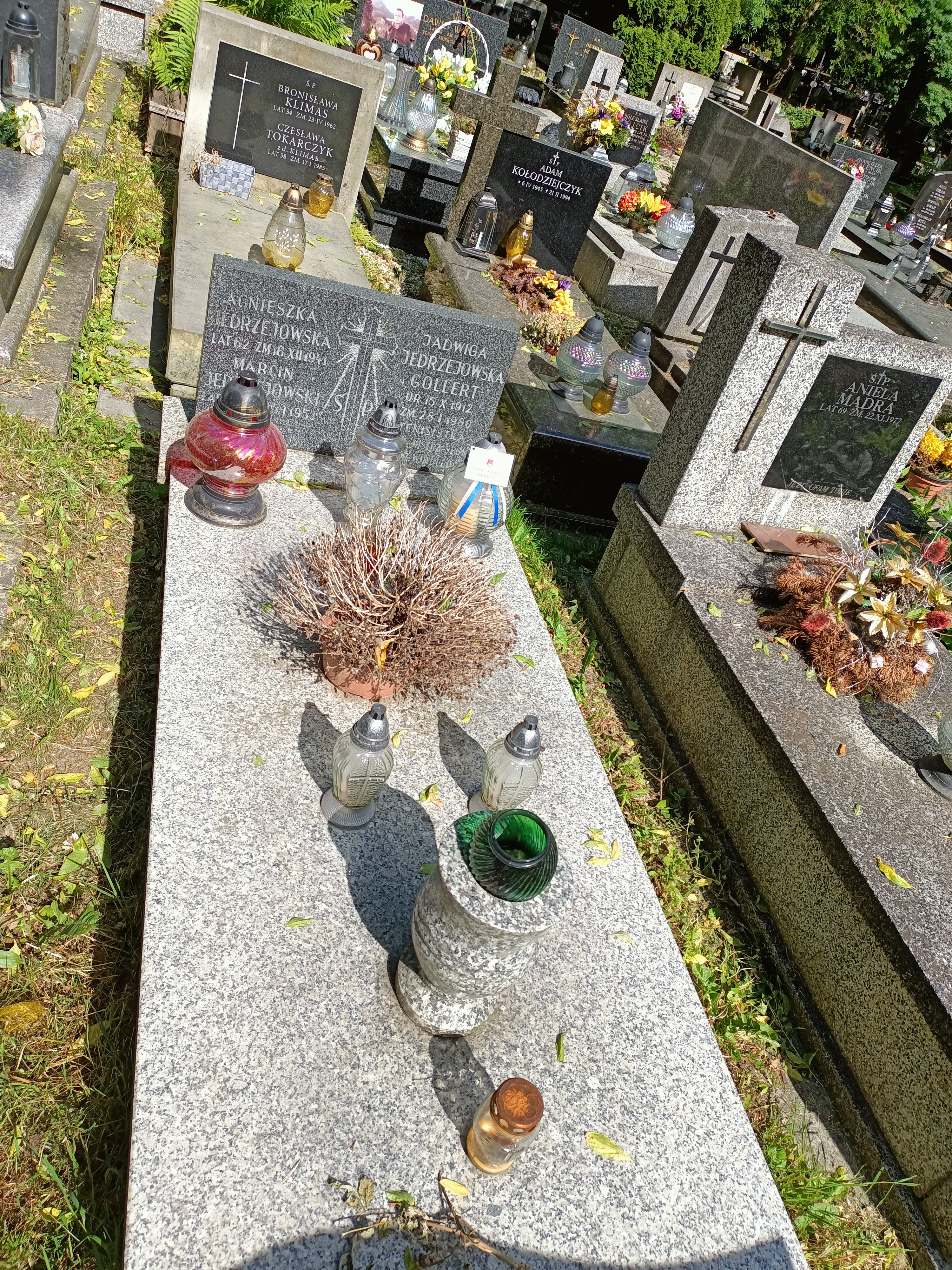
Grób Jadwigi Jędrzejowskiej Gollert na Cmentarzu Rakowickim w Krakowie

Urodziła się 15 października 1912 w Krakowie przy ulicy Parkowej 3. Pochodziła z ubogiej rodziny robotniczej. Jej rodzicami byli Marcin i Agnieszka z domu Marcela. Uprawianie tenisa rozpoczęła w wieku 10 lat na kortach tenisowych w Parku Krakowskim. Głównymi jej sparingpartnerami byli mężczyźni, najczęściej studenci i profesorowie Uniwersytetu Jagiellońskiego. W okresie międzywojennym jako jedna z nielicznych startowała pod własnym nazwiskiem. W 1931 zdała maturę w trybie eksternistycznym.

### Kariera
W wieku 13 lat mimo sprzeciwu Wandy Dubieńskiej i Marii Bonieckiej została członkiem sekcji tenisowej AZS Kraków. W wieku szesnastu lat zdobyła mistrzostwo w deblu ze Stanisławą Groblewską pokonując Wierę Richterównę. W 1931 na turnieju w Paryżu przegrała z mistrzynią świata Elizabeth Ryan. W lutym 1932 Polski Związek Tenisowy sfinansował jej pobyt na Riwierze francuskiej, gdzie panowały warunki umożliwiające trening przed sezonem letnim. W 1934 otrzymała od Legii Warszawa ofertę zmiany barw i przeprowadziła się do stolicy. Oprócz treningów objęła posadę przedstawicielki firmy Dunlop, której rakiet używała. W 1935 pokonała m.in. Simonne Mathieu i Helen Jacobs. W 1936 doszła do półfinału Wimbledonu pokonując Kay Stammers. W 1937 na tym samym turnieju dotarła do finału. Pierwszego seta pojedynku finałowego przegrała 2:6, zaś drugiego wygrała w takim samym stosunku. W decydującym 3 secie przy stanie 5:5 przegrała 5:7. W 1938 na zaproszenie Amerykańskiego Związku Tenisa wzięła udział w US Open, także dochodząc do finału. W tym samym roku Polski Związek Tenisowy przyznał jej tytuł mistrzyni Polski bez urządzania turnieju z uwagi na to, że nie mogła wystartować. W 1939 ponownie dotarła do finału turnieju Rollanda Garrosa w grze pojedynczej oraz wygrała debla.

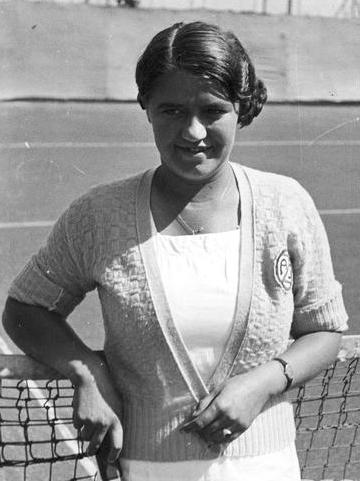
Jadwiga Jędrzejowska (1933)

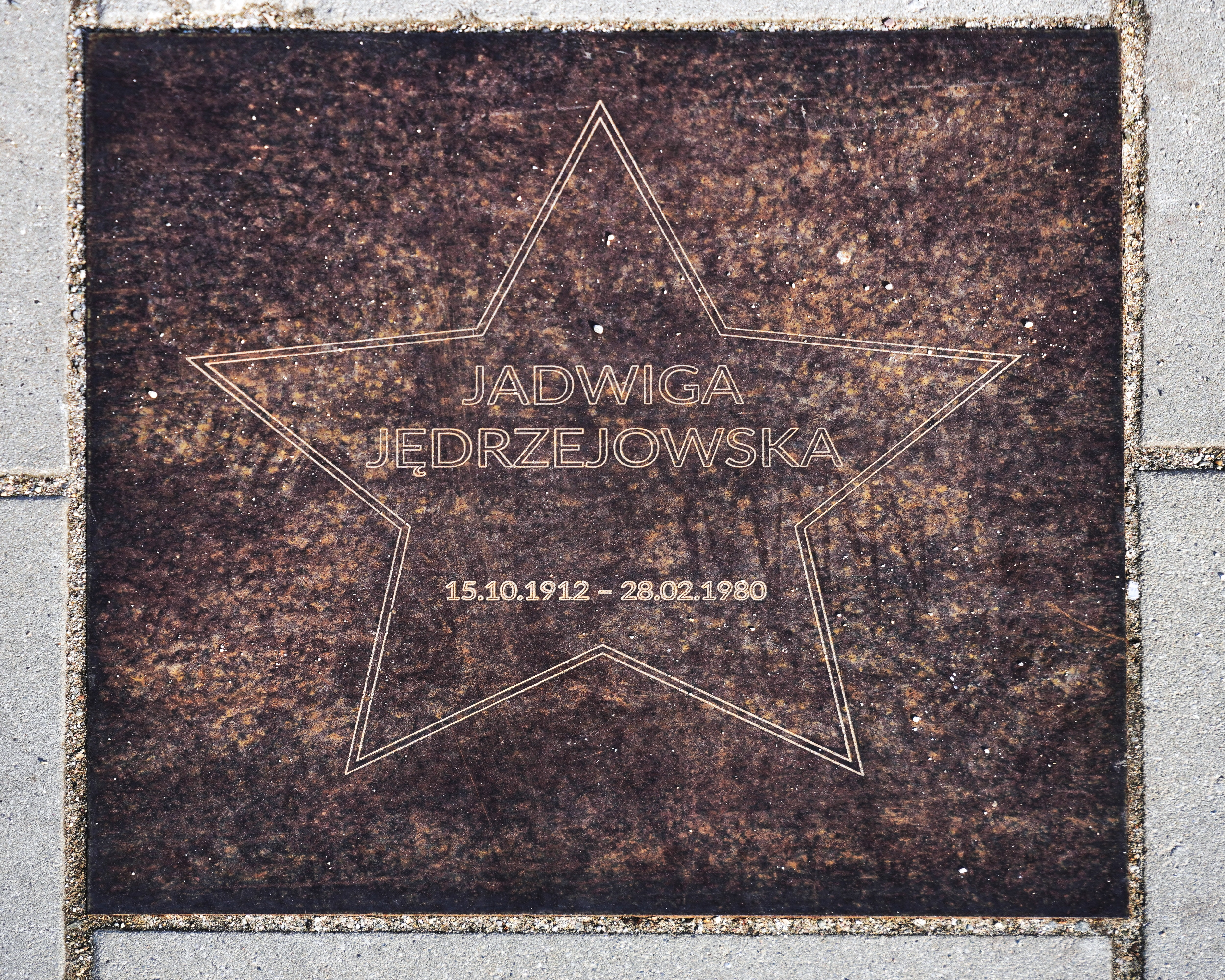
Gwiazda Jadwigi Jędrzejowskiej na Alei Gwiazd Tenisa w Krakowie

## Lata wojenne
Podczas okupacji zaangażowała się w działalność konspiracyjną prowadzoną w gospodzie „Pod Kogutem” przy ul. Jasnej, którą prowadziła wspólnie m.in. z Januszem Kusocińskim, Marią Kwaśniewską, siostrą Zofią Jędrzejowską i Ignacym Tłoczyńskim. Po zamknięciu gospody w 1940 otrzymała pracę w warszawskiej fabryce butów Leo przy ul. Rakowieckiej 34. Pomimo wielu propozycji wyjazdu m.in. od ambasady amerykańskiej i króla Szwecji Gustawa V pozostała w Polsce. Na propozycję Niemiec, by rozgrywała mecze na terenie III Rzeszy, oświadczyła, że skończyła karierę tenisową. Po wybuchu Powstania Warszawskiego przedostała się do Żyrardowa.

## Lata powojenne
Po zakończeniu wojny przeprowadziła się do Bydgoszczy. Kontynuowała karierę zawodniczą rozpoczynając również karierę trenerską. 11 września 1948 w Bydgoszczy wyszła za mąż za Alfreda Gollerta i przeprowadziła na Śląsk do Katowic na Brynów.
W latach 1927–1966 zdobyła 62 tytuły mistrzyni kraju (23 w singlu, 14 w deblu i 25 w mikście), ponadto 27 razy triumfowała w międzynarodowych mistrzostwach Polski.
Sławę zdobyła jednak przede wszystkim na kortach światowych, co było największym sukcesem w historii polskiego tenisa aż do 2020 roku, kiedy to Iga Świątek zdobyła tytuł wielkoszlemowy. W półfinale Jędrzejowska pokonała Alice Marble (mistrzynię Wimbledonu dwa lata później), w finale prowadziła z Brytyjką Dorothy Round 4:1 i 30:15 w decydującym secie, by ostatecznie przegrać 2:6, 6:2, 5:7. Polka była również w finale mistrzostw USA we wrześniu 1937, w którym uległa Anicie Lizanie z Chile 4:6, 2:6. Trzeci finał wielkoszlemowy w singlu osiągnęła w 1939 na kortach im. Rolanda Garrosa, przegrywając z Francuzką Simonne Mathieu 3:6, 6:8.
Jedyny tytuł wielkoszlemowy zdobyła w 1939 na mistrzostwach Francji. Wygrała debla w parze z Mathieu, tą samą, której uległa w finale gry pojedynczej; para polsko-francuska okazała się w decydującym meczu lepsza od duetu Alice Florian i Hella Kovac 7:5, 7:5. Na tym samym turnieju w 1936 Jędrzejowska osiągnęła finał debla w parze z Susan Noel, przegrywając z Mathieu i Billie Yorke w trzech setach (6:2, 4:6, 4:6). Jedyny raz w okresie powojennym Jadwiga Jędrzejowska była w finale turnieju wielkoszlemowego w 1947 – również na mistrzostwach Francji, ale tym razem w grze mieszanej; w parze z Rumunem Cristeą Caralulisem uległa jednak aż 0:6, 0:6 duetowi Eric Sturgess i Sheila Piercey Summers.
Poza turniejami wielkoszlemowymi odnosiła sukcesy także w imprezach nieco niższej rangi. W grze pojedynczej wygrywała m.in. mistrzostwa Londynu, międzynarodowe mistrzostwa Węgier, Austrii, Irlandii Północnej, Walii. Wygrała również prestiżowe międzynarodowe mistrzostwa Włoch w Rzymie w grze mieszanej, występując w parze ze słynnym australijskim tenisistą i trenerem Harry Hopmanem. W 1937 nie przyjęła propozycji przejścia na status zawodowy (do tzw. cyrku Tildena). W rankingu światowym była klasyfikowana w 1936 na 6. miejscu, w latach 1937–1939 na 5. miejscu. Jej kariera międzynarodowa została przerwana przez wojnę światową; okres okupacji spędziła w Polsce, nie grając w tenisa. Zarabiała na życie, pracując w jadłodajni. Jak sama wspominała, odrzuciła propozycję gry w Niemczech, stwierdzając, że zakończyła już karierę sportową. W rzeczywistości kontynuowała jednak występy po 1945, odnosząc dalsze sukcesy, zarówno w kraju, jak i zagranicą. We wrześniu 1950 zwyciężyła w międzynarodowych mistrzostwach Rumunii, pokonując Irminę Popławską 6:1, 6:0. W 1953 została trenerką w Stali katowickiej. Zdobywając kolejne tytuły mistrzyni Polski w latach 60. stała się przykładem wyjątkowej długowieczności sportowej. W 1956 przegrała finał mistrzostw Polski w grze pojedynczej z Zuzanną Ryczkówną. W 1968 roku zakończyła karierę sportową.
W 1955 ukazały się jej wspomnienia Urodziłam się na korcie (w opracowaniu Kazimierza Gryżewskiego).
Zmarła 28 lutego 1980 w Katowicach na raka krtani. Została pochowana na cmentarzu Rakowickim w Krakowie (kwatera LXXIII-19-14).

## Ordery i odznaczenia
- Krzyż Kawalerski Orderu Odrodzenia Polski
- Srebrny Krzyż Zasługi (19 marca 1937)[24]

## Wyróżnienia
W 1936 i 1937 Jadwiga Jędrzejowska triumfowała w Plebiscycie „Przeglądu Sportowego”. Była laureatką Wielkiej Honorowej Nagrody Sportowej (1937). 14 lutego 1938 otrzymała Państwową Nagrodę Sportową za rok 1937. Otrzymała jako pierwsza w PRL tytuł „Zasłużonej Mistrzyni Sportu”. W 1977 została trzecią po Stanisławie Marusarzu i Waldemarze Baszanowskim laureatką Nagrody im. Janusza Kusocińskiego, przyznawanej za postawę sportową i obywatelską.

## Osiągnięcia w turniejachwielkoszlemowych
Gra pojedyncza
| Turniej             | Rok  | Osiągnięcie | Przeciwniczka   | Wynik         |
| ------------------- | ---- | ----------- | --------------- | ------------- |
| Wimbledon           | 1937 | finał       | Dorothy Round   | 2:6, 6:2, 5:7 |
| mistrzostwa USA     | 1937 | finał       | Anita Lizana    | 4:6, 2:6      |
| mistrzostwa Francji | 1939 | finał       | Simonne Mathieu | 3:6, 6:8      |

Gra podwójna
| Turniej             | Rok  | Osiągnięcie | Partnerka       | Przeciwniczki                      | Wynik         |
| ------------------- | ---- | ----------- | --------------- | ---------------------------------- | ------------- |
| mistrzostwa Francji | 1936 | finał       | Susan Noel      | Simonne Mathieu i Billie Yorke     | 2:6, 6:4, 6:4 |
| mistrzostwa USA     | 1938 | finał       | Simonne Mathieu | Alice Marble i Sarah Palfrey Cooke | 6:8, 6:4, 6:3 |
| mistrzostwa Francji | 1939 | wygrana     | Simonne Mathieu | Alice Florian i Hella Kovac        | 7:5, 7:5      |

Gra mieszana
| Turniej             | Rok  | Osiągnięcie | Partner           | Przeciwnicy                    | Wynik    |
| ------------------- | ---- | ----------- | ----------------- | ------------------------------ | -------- |
| mistrzostwa Francji | 1947 | finał       | Cristea Caralulis | Eric Sturgess i Sheila Summers | 0:6, 0:6 |

## Występy w turniejach wielkoszlemowych
| Turniej   | 1931  | 1932  | 1933  | 1934  | 1935  | 1936  | 1937  | 1938  | 1939  | 1940  | 1941–1944 | 1945  | 1946  | 1947  | 1948  | Kariera (SR) |
| --------- | ----- | ----- | ----- | ----- | ----- | ----- | ----- | ----- | ----- | ----- | --------- | ----- | ----- | ----- | ----- | ------------ |
| Australia | A     | A     | A     | A     | A     | A     | A     | A     | A     | A     | –         | –     | A     | A     | A     | 0 / 0        |
| Francja   | 2R    | A     | 1R    | 3R    | A     | 3R    | SF    | A     | F     | –     | R         | A     | 3R    | 3R    | 1R    | 0 / 9        |
| Wimbledon | 1R    | 3R    | 3R    | 4R    | QF    | SF    | F     | QF    | QF    | –     | –         | –     | A     | 2R    | A     | 0 / 10       |
| USA       | A     | A     | A     | A     | A     | A     | F     | QF    | A     | A     | A         | A     | A     | A     | A     | 0 / 2        |
| SR        | 0 / 2 | 0 / 1 | 0 / 2 | 0 / 2 | 0 / 1 | 0 / 2 | 0 / 3 | 0 / 2 | 0 / 2 | 0 / 0 | 0 / 0     | 0 / 0 | 0 / 1 | 0 / 2 | 0 / 1 | 0 / 21       |

Legenda
     W, wygrany turniej
     F, przegrana w finale
     SF, przegrana w półfinale
     QF, przegrana w ćwierćfinale
     xR, przegrana w x rundzie
     Qx, przegrana w x rundzie kwalifikacji
     A, brak startu
     –, turniej nie odbył się
     R, turniej ograniczony do francuskich graczy i przeprowadzony pod okupacją niemiecką
     SR, stosunek liczby zwycięstw w turniejach Wielkiego Szlema do liczby rozegranych turniejów